# Martialis heureka
Martialis heureka este o specie de furnică descoperită în 2000 din pădurea tropicală amazoniană în apropiere de Manaus, Brazilia. Acesta a fost descrisă ca o specie nouă și plasată ca memeu al unei noi subfamilii, Martialinae. Denumirea generică înseamnă "de pe Marte" și a fost dată datorită morfologiei, iar epitetul speciei heureka indică descoperirea surprinzătoare. Ea aparține celei mai vechi descendențe cunoscute distincte să fi deviat de la strămoșii tuturor celorlalte furnici.

## Etimologie
Trăsăturile aberante ale acestei furnici l-au făcut pe Stefan P. Cover și Edward O. Wilson să comenteze că este o furnică care trebuia să fie de pe Marte. Numele genului se referă la planeta Marte, făcând aluzie la caracteristicile ciudate care par să vină de nicăieri; epitetul speciei este din greaca antică ηρηκα „Am găsit-o”, faimoasa exclamare a lui Arhimede, menită să marcheze necazurile implicate în redescoperirea speciei după ce primul specimen descoperit într-o mostră de sol a fost pierdut.

## Descoperire
Două exemplare au fost descoperite pentru prima dată de Manfred Verhaagh de la Muzeul Staatliches für Naturkunde din Karlsruhe, Germania, în 2000, dar au fost deteriorate. Mai târziu, un nou specimen a fost colectat în 2003 de Christian Rabeling, un student absolvent la Universitatea din Texas, Austin.

## Descriere

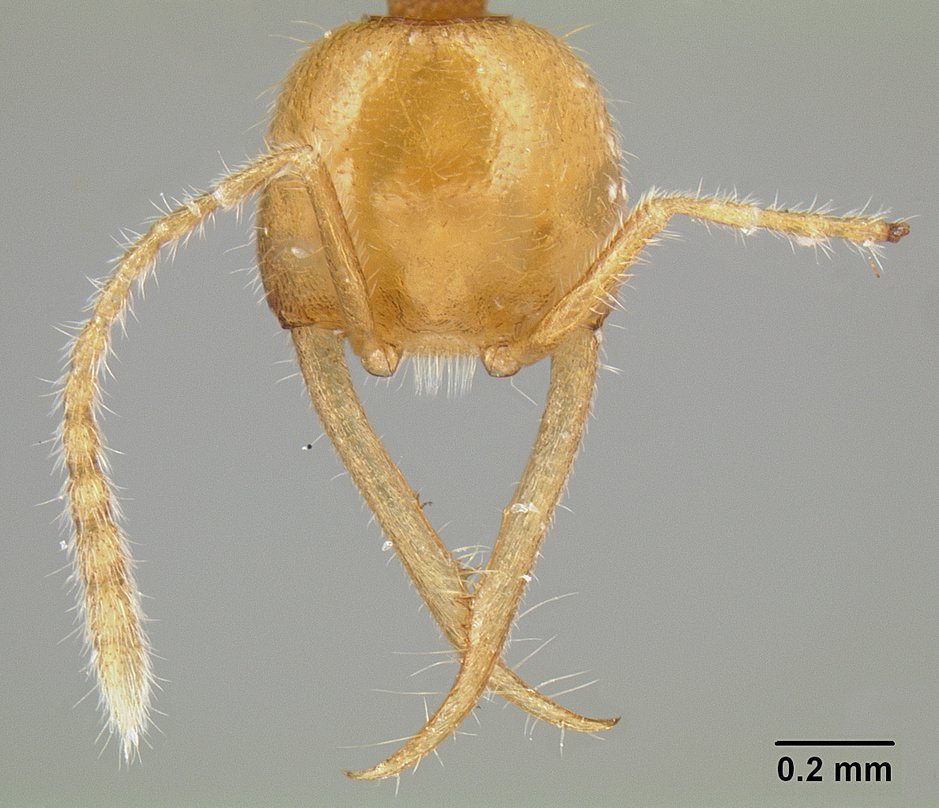
Capul unui lucrător

Ca toți membrii familiei Formicidae, aceste furnici au antene distincte cu cot, glande metapleurale proeminente și petiole distinctive. Furnicile sunt lipsite de ochi compuși, sunt de culoare palidă, și duc o viață subterană, hrănindu-se cu organisme mici. Muncitorii au mandibule neobișnuite, alungite, caracteristici basale distincte.
Pe baza morfologiei, autorii au sugerat că furnicile duc o viață subterană, posibil să iasă la suprafață în timpul nopții. Primele două exemplare au fost găsite în probele de bază ale solului, în timp ce un altul a fost găsit în așternutul de frunze. Ele probabil, utilizarea de cavități subterane pre-existente, pentru că picioarele lor nu arată adaptări pentru săpat.